# Scherpenzeel (Frise)
Pour les articles homonymes, voir Scherpenzeel.
Scherpenzeel est un village situé dans la commune néerlandaise de Weststellingwerf, dans la province de la Frise. Le 1er janvier 2009, le village comptait 432 habitants.